# As If!
As If! è il primo EP della cantante statunitense Sky Ferreira, pubblicato nel 2011.

## Tracce
1. Sex Rules – 2:46 (Sky Ferreira, Greg Kurstin, Billy Steinberg,  Daniel Lutrell)
2. Traces – 3:34 (Neon Hitch, Colin Munroe)
3. Haters Anonymous – 3:48 (Ferreira, Christian Karlsson, Pontus Winnberg, Klas Åhlund, Magnus Lidehäll)
4. 99 Tears – 3:28 (Ferreira, Kurstin, Nicole Morier)
5. 108 – 3:17 (Ferreira, Karlsson, Winnberg, Åhlund)